# Stockhausen (Leun)
Stockhausen is een plaats in de Duitse gemeente Leun, deelstaat Hessen, en telt 981 inwoners (2006).